# Maison forte de Loche
La maison forte de Loche est une maison forte du XIVe siècle, située sur la commune de Magland, dans le département de la Haute-Savoie. Elle est située dans le bourg, au chef-lieu, face à la mairie, rue Nationale.

## Historique

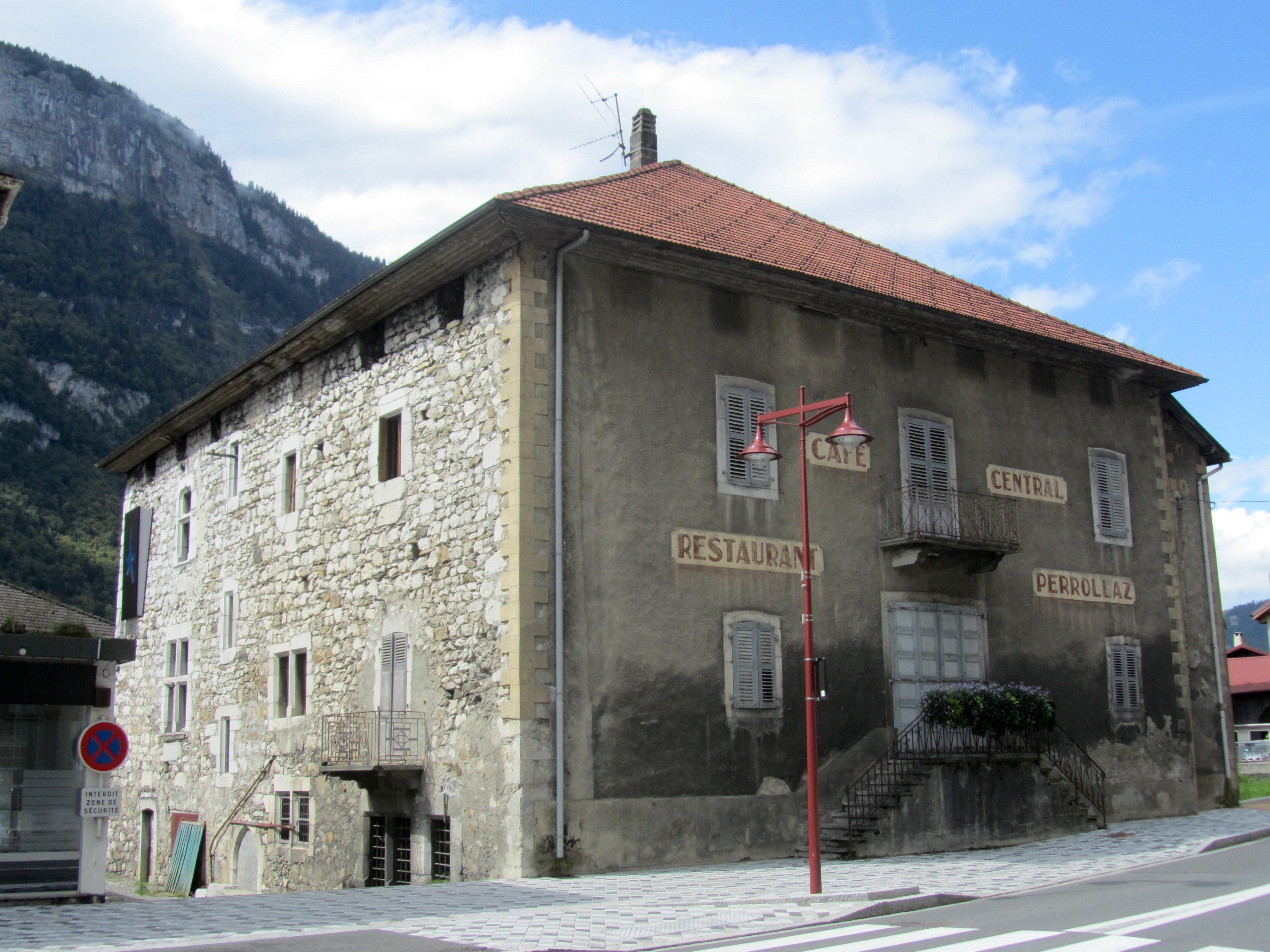
façade de l'auberge

La famille de Loche réside en 1358 dans une « fortis domus ». En 1372 l'acte d'albergement des paturages de Chérantaz, Brion et Mery entre les communiers de Magland et la Chartreuse du Reposoir y est signé .
Elle a été aménagée en auberge au XXe siècle. Elle conserve de son passé médiéval ses plafonds, ses ouvertures et ses cheminées.
La maison forte de Loche fait l’objet d’une inscription au titre des monuments historiques depuis le 17 août 1994.
Devenue propriété communale.

## Description

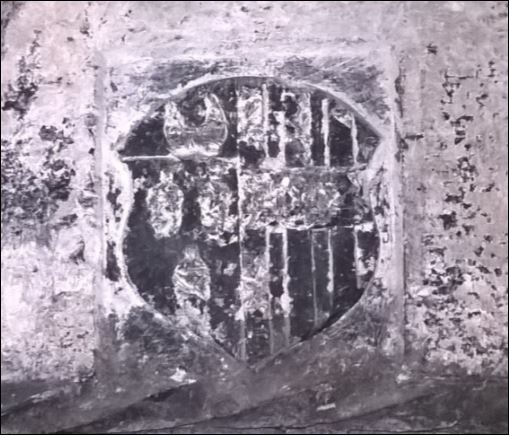
Armoiries cheminée
(Crédit photo, mairie de Magland)

Elle se présente sous la forme d'une « maison-tour » mesurant 15,50 × 12,50 mètres. Un mur de refend nord-sud greffé sur la cage d'escalier divise l'espace intérieur en deux parties, cadastrées A 1014 (272 m2) et A 1015 (236m2) section A8.

Dans une salle du rez-de-chaussée, sur le manteau d'une cheminée, sont sculptées les Armoiries d'alliance des familles de Loche et de Bellegarde ,. Le plafond de la grande salle du premier étage est un plafond à caissons datant de 1439.